# Callinesia polita
Callinesia polita är en insektsart som beskrevs av Ronald Gordon Fennah 1965. Callinesia polita ingår i släktet Callinesia och familjen vedstritar.
Artens utbredningsområde är Filippinerna. Inga underarter finns listade i Catalogue of Life.